# Dorothea Nolde
Dorothea Nolde (* 1965 in Ahrensburg) ist eine deutsche Historikerin.

## Leben
Von 1992 bis 1993 war Nolde wissenschaftliche Mitarbeiterin am Historischen Seminar der Universität Hamburg. Nach der Promotion (1992–1998) im Fach Mittlere und Neuere Geschichte in Hamburg forschte sie von 1999 bis 2000 als Gastwissenschaftlerin an der Fondation Maison des Sciences de l’Homme. Von 1999 bis 2001 war sie wissenschaftliche Koordinatorin des Forschungsprogramms Cultural Exchange in Europe, 1400–1700 der Europäischen Wissenschaftsstiftung. Von 2000 bis 2003 war sie wissenschaftliche Assistentin im Forschungsprojekt Translating seen into scene: Identitätskonstruktion und Selbstrepräsentation in Eroberergeschichten aus der „Neuen Welt“ an der Universität Basel. Von 2004 bis 2005 war sie Projektleiterin des SNF-Forschungsprojektes Fremdheitserfahrung und Kulturtransfer: deutsch- und französischsprachige Europareisende des 16.–18. Jahrhunderts am Historischen Seminar in Basel. Von 2005 bis 2012 lehrte sie als Juniorprofessorin für Geschichte der Frühen Neuzeit und Leiterin der Arbeitsgruppe Frühe Neuzeit an der Universität Bremen. Nach der Habilitation 2012 im Fach Neuere und Neueste Geschichte an der Universität Basel vertrat sie von 2012 bis 2013 die Professur Geschichte der Frühen Neuzeit (Lehrstuhl Claudia Opitz) an der Universität Basel. 2013 war sie Akademische Rätin am Historischen Seminar der Universität Heidelberg. Von 2013 bis 2014 war sie Gastprofessorin für Geschichte der Frühen Neuzeit an der FU Berlin. Seit September 2014 lehrt sie als Universitätsprofessorin für Geschichte der Neuzeit / Schwerpunkt Frühe Neuzeit an der Universität Wien. Seit Oktober 2016 ist sie Vizedekanin der Historisch-Kulturwissenschaftlichen Fakultät für die Geschäftsbereiche Forschung, Nachwuchsförderung und Geschlechtergerechtigkeit.
Ihre Forschungsschwerpunkte sind vergleichende Geschichte Westeuropas in der Frühen Neuzeit (Schwerpunkte: Frankreich, Deutschland), Kulturgeschichte der Diplomatie, Kulturkontakte und Kulturtransfer in der Frühen Neuzeit, historische Gewalt- und Konfliktforschung und Geschlechtergeschichte.

## Schriften (Auswahl)
- als Herausgeberin mit Susanna Burghartz und Maike Christadler: Berichten, Erzählen, Beherrschen. Wahrnehmung und Repräsentation in der frühen Kolonialgeschichte Europas. Frankfurt am Main 2003, ISBN 3-465-03276-4.
- Gattenmord. Macht und Gewalt in der frühneuzeitlichen Ehe. Köln 2003, ISBN 3-412-16600-6.
- als Herausgeberin mit Claudia Opitz: Grenzüberschreitende Familienbeziehungen. Akteure und Medien des Kulturtransfers in der Frühen Neuzeit.Köln 2008, ISBN 978-3-412-20100-5.

## Belege
1. ↑  Google Books

| Personendaten    | Personendaten         |
| ---------------- | --------------------- |
| NAME             | Nolde, Dorothea       |
| KURZBESCHREIBUNG | deutsche Historikerin |
| GEBURTSDATUM     | 1965                  |
| GEBURTSORT       | Ahrensburg            |